# Ponta-seca

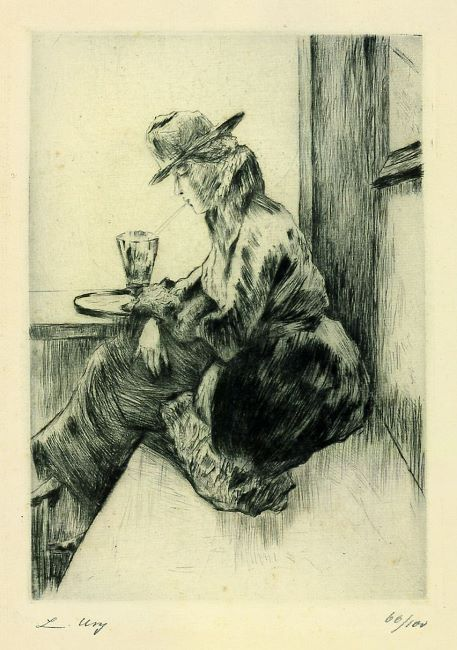
Desenho a ponta-seca.

A ponta-seca trata-se de uma técnica de gravura por incisão direta que pode dispensar o uso de verniz. No geral, procede-se como se fosse uma água-forte, isto é, enverniza-se a chapa, faz-se o desenho (à mão ou por decalque) e fixa-se-o com a ponta-seca.
O instrumento para a incisão é montado com um cabo de madeira e possui uma pequena barra de aço bem afiada, usada para riscar a placa de metal.  A ponta grava o metal e levanta os dois lados do traço, que na gíria dos gravadores são chamadas de "rebarbas". Na ponta-seca a tinta da impressão fica presa, não só pela profundidade do traço, mas principalmente nas "rebarbas".
As variações de tonalidades são conseguidas com maior ou menor pressão, fazendo com que a lâmina penetre mais ou menos na chapa. A gravura a ponta-seca permite uma tiragem reduzida. As tonalidades obtidas são aveludadas e quentes, destacando-se das demais modalidades, razão pela qual tem muita aceitação pelos artistas.
Existem vários tipos de ponta, tais como a cónica (usada em sulcos retos ou curvos), as de safira ou as de diamante (de alto custo e difícil acesso no mercado).